# Isabelo Abarquez
Isabelo Caiban Abarquez (Dumanjug, 8 juli 1959) is een Filipijnse rooms-katholieke geestelijke. Abarquez werd in 2007 benoemd als bisschop van het bisdom Calbayog.
Op 23 juni 1987 werd Abarquez tot priester gewijd. Op 43-jarige leeftijd werd hij benoemd tot hulpbisschop van het Aartsbisdom Cebu en titulair bisschop van Talaptula. Anderhalf jaar later, op 19 juni 2004, werd hij benoemd als hulpbisschop van het aartsbisdom Palo. Op 5 januari 2007 ten slotte werd Abarquez benoemd als bisschop van het bisdom Calbayog, als opvolger van Jose Palma..